# エフエムあやべ
株式会社エフエムあやべは、京都府綾部市の一部地域を放送区域として超短波放送（FM放送）をする特定地上基幹放送事業者である。
FMいかるの愛称でコミュニティ放送を行っている。

## 概要
1998年（平成10年）開局。愛称の「いかる」は、綾部市の市鳥であるイカルに由来し、一般公募により決定された。局ではイカルの目撃情報も受け付けている。またヘッドホンでノリノリになっているイカルくんというキャラクターがある。
綾部市が株式の61%を保有しており、マスメディア集中排除原則にいう支配関係にある。
放送エリアは綾部市・福知山市、舞鶴市と京丹波町の一部、エリア内人口は10万人。開局当初の空中線電力は10Wであったが、2004年（平成16年）に送信所を移転するとともに20Wに増力した。これにより可聴範囲が拡大し、舞鶴市や福知山市の一部でも聴取が可能となった。2017年（平成29年）には君尾山と浅根山に中継局を開設した。
送信所
| 送信所                                                       | 空中線電力 | 設置場所 |
| ------------------------------------------------------------ | ---------- | -------- |
| 親局                                                         | 20W        | 綾部市   |
| 君尾山中継局                                                 | 20W        | 綾部市   |
| 浅根山中継局                                                 | 20W        | 綾部市   |
| - 親局のコールサインは、JOZZ7AM-FM - 周波数は、すべて76.3MHz |            |          |

インターネット配信はJCBAインターネットサイマルラジオによる。ポッドキャスト配信も行っている。
日曜深夜3:00 - 5:00を除く24時間放送で、自社制作番組以外はミュージックバードの番組を放送。
京都新聞の丹後中丹版には、自社製作番組の番組表がFM丹波とともに掲載されている。

## 沿革
- 1997年（平成9年）
  - 8月21日 - 株式会社エフエムあやべ設立。
  - 10月6日 - 放送局（現・特定地上基幹放送局）の予備免許取得[5]。
- 1998年（平成10年）
  - 3月27日 - 放送局の免許取得[6]、当初の空中線電力は10W。
  - 4月17日 - 開局。
- 2004年（平成16年）4月 - 送信所を移転し空中線電力を20Wに増力。
- 2012年（平成24年）5月1日 - JCBAインターネットサイマルラジオによるインターネット配信を開始。
- 2017年（平成29年）
  - 3月30日 - 君尾山・浅根山中継局の予備免許取得[7]。
  - 7月4日 - 君尾山・浅根山中継局の免許取得[8]。

## 主な番組
- 朗読の世界（月 - 金 5:00 - 5:10・19:30 - 19:40）
- おはようマイタウン763（月 - 金 7:00 - 9:00）
  - 7:00 - 綾部市からのお知らせ
  - 7:40 - いかる街角ニュース
  - 8:00 - 京都新聞ニュース
  - 8:10 - 中丹の天気
- みんなのあやべうた（月 - 金 9:50 - 10:00、19:20 - 19:30）
- ラジオで脳トレ「ラジトレ!」（月 - 金 10:30 - 10:33、19:10 - 19:13、土 - 日曜 9:23 - 9:36、日曜 4:55 - 4:58）
- 情報キャッチ!とれたてワイド763（月 - 金 12:00 - 14:30）
  - 12:05 - 京都新聞ニュース
  - 12:10 - 中丹の天気
  - 12:30 - 綾部市のお知らせ
  - 13:15 - 中丹文化会館情報
- トワイライト・ナビゲーション763（月 - 金 17:00 - 19:10）
  - 17:03 - 京都新聞ニュース
  - 17:10 - 中丹の天気
  - 18:15 - いかる街角ニュース
  - 19:10 - 綾部市のお知らせ
- 視覚障害者・高齢者向け広報読み上げサービス「みんなもひろば〜聴く広報誌〜」（月 - 金 19:40 - 20:00）
- 綾部を守る消防団シルキーファイヤー（土曜 20:00 - 20:30／（再放送）日曜 10:00 - 10:30）
- 高橋克のアイル・ビー・フレンド（土曜 20:30 - 21:00／（再放送）日曜 10:30 - 11:00）

以下の番組はポッドキャスト配信もなされている。
- こんにちは市長です（月曜 12:15 - 12:20／（再放送）火曜 7:20 - 7:25）
- 防災一口メモ（毎月第3月曜・13:00 - 13:40）
- あやべホットライン（火・木曜 12:15 - 12:40）
- 綾部高校同窓会だより（木曜 8:30 - 8:50）